# Jagex
 (août 2009).
Si vous disposez d'ouvrages ou d'articles de référence ou si vous connaissez des sites web de qualité traitant du thème abordé ici, merci de compléter l'article en donnant les références utiles à sa vérifiabilité et en les liant à la section « Notes et références ».
Jagex Games Studio, connue aussi sous le nom de Jagex, est une société de développement de jeux vidéo basée à Cambridge, au Royaume-Uni. Le nom « Jagex » est un acronyme de « Java Gaming Experts », le slogan original de l'entreprise.
Son œuvre la plus connue est le MMORPG RuneScape. Le studio a également créé plus d'une quarantaine de mini-jeux par navigateur rassemblés sur le site FunOrb, ainsi que les jeux en ligne 8Realms (en), War of Legends (en) et Transformers Universe.
La compagnie gère près de 350 employés situés à Cambridge et Londres.

## Histoire
Andrew Gower a commencé à travailler sous le nom de Jagex en 1999, en décrivant Jagex comme une petite compagnie de programmes basée en Angleterre qui se spécialise à produire des jeux Java de haute qualité pour les pages Internet. La même année, il a commencé à travailler sur le MMORPG RuneScape avec son frère Paul Gower. RuneScape est sorti en janvier 2001. En décembre de la même année, les deux frères Gower et Constant Tedder ont lancé Jagex dans sa forme actuelle, avec Constant Tedder comme CEO. La compagnie a été incorporée le 28 avril 2000 sous le nom de Meaujo (492) Limited, et a changé son nom pour Jagex Limited le 27 juin 2000. Le nom Jagex est venu de Andrew Gower en 2001.
Un an après son lancement, RuneScape avait déjà plus d'un million de comptes gratuits enregistrés. La première tâche de la compagnie était de créer une version du jeu avec des fonctions additionnelles qui fallait payer, en offrant tout de même la version gratuite, et en développant des partenariats avec des annonceurs. La version payante de RuneScape fut lancée le 27 février 2002. Il y eut 5 000 abonnements la première semaine, faisant donc de Runescape un des plus gros jeux Java payants dans le monde.
Comme la popularité de RuneScape montait, celle de Jagex faisait de même. Le 11 décembre 2003, RuneScape avait 65 000 abonnés payants, et Jagex avait 29 employés. Le 4 mai 2007, RuneScape avait plus de 6 000 000 comptes gratuits actifs et plus de 1 000 000 comptes payants d'abonnés, et Jagex avait plus de 400 employés. En 2006, les fondateurs de Jagex, Andrew Gower et Paul Gower, avaient une valeur d'environ £32 millions.
En octobre 2005, Jagex a reçu un investissement de Insight Venture Partners.
Le 23 octobre 2007, Geoff Iddison, le CEO Européen de PayPal, a remplacé Constand Tedder pour accélérer la croissance de la compagnie internationale. Le 27 février 2008, Jagex a lancé FunOrb, un site de mini-jeux, avec 18 jeux initialement, écrits en Java et pouvant être joués depuis un navigateur web.
Le 1er juillet 2008, une version Haute Définition (HD) de RuneScape a été lancée comme Beta Active. Le 25 juillet 2008, Jagex a lancé son premier livre, RuneScape: Betrayal at Falador, écrit par TS Church. Pour promouvoir son lancement, 10 copies pré-commandées ont été signées par TS Chuch, Andrew Gower, Paul Gower, Geoff Iddison.
Le 15 octobre 2008, le nouveau système de JcJ (Joueur contre Joueur) de RuneScape est ajouté au jeu. Cette nouveauté est supposée faire revenir la plupart des joueurs ayant déserté à la suite du retrait de l'ancien système de JcJ en 2007, ayant pour but d'éradiquer la vente de devises virtuelles contre de l'argent réel.

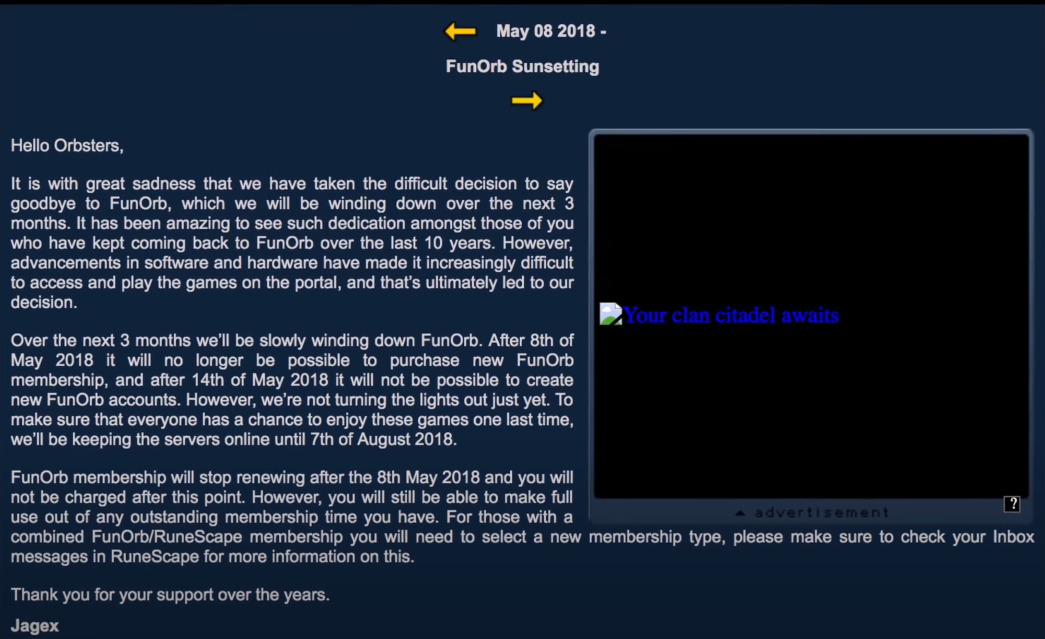
Message de fermeture progressive du site, le 8 mai 2018.

Le 8 mai 2018, Jagex annonce la fermeture progressive du site FunOrb, à cause de la maintenance des jeux devenue de plus en plus difficile, à cause des nouvelles technologies. À partir du 8 mai, il n'est plus possible de souscrire un abonnement sur le site. Le 14 mai, il n'est plus possible de créer un compte sur le site. Le site ferme définitivement le 7 août 2018, après 10 ans d'existence.
Trois ans après avoir acheté Jagex (le 25 Janvier 2021), le fonds d’investissement Carlyle Group revend le studio de développement aux sociétés CVC Capital Partners et Haveli Investments le 9 février 2024.